# Jamie Hyneman
James Franklin Hyneman (Marshall, 25 de setembro de 1956), mais conhecido como Jamie Hyneman, ficou famoso por apresentar o programa Mythbusters do canal de televisão por assinatura Discovery Channel. É o proprietário da oficina de efeitos especiais M5 Industries, onde o programa era gravado, juntamente com o seu antigo colega Adam Savage.

## Juventude
Hyneman nasceu em Marshall, Michigan e foi criado em Columbus, Indiana. Chegou a falar sobre essa época que: "Com toda certeza eu era uma criança problemática. Saí de casa aos 14 anos e viajei por todo país."

## Vida acadêmica
Ele tem um grau académico em linguística russa da Universidade de Indiana.

### Graus honorários
Ele recebeu um honoris causa de engenharia na Villanova University em 2010, onde fez um discurso para os formandos. No dia 25 de novembro de 2011, Hynaman recebeu um honoris causa da Universidade de Twente por seu papel na popularização da ciência e tecnologia. Em fevereiro de 2017, ele foi nomeado como um dos 14 novos doutores honorários de tecnologia na Universidade Politécnica de Lappeenranta, Finlândia. Ele recebeu o doutorado em junho de 2017.

## Carreira
"'Não importa quão fantástico um mito seja, há sempre um pouco de verdade nele. E sempre estamos meio errados sobre o que vai ocorrer no programa'"

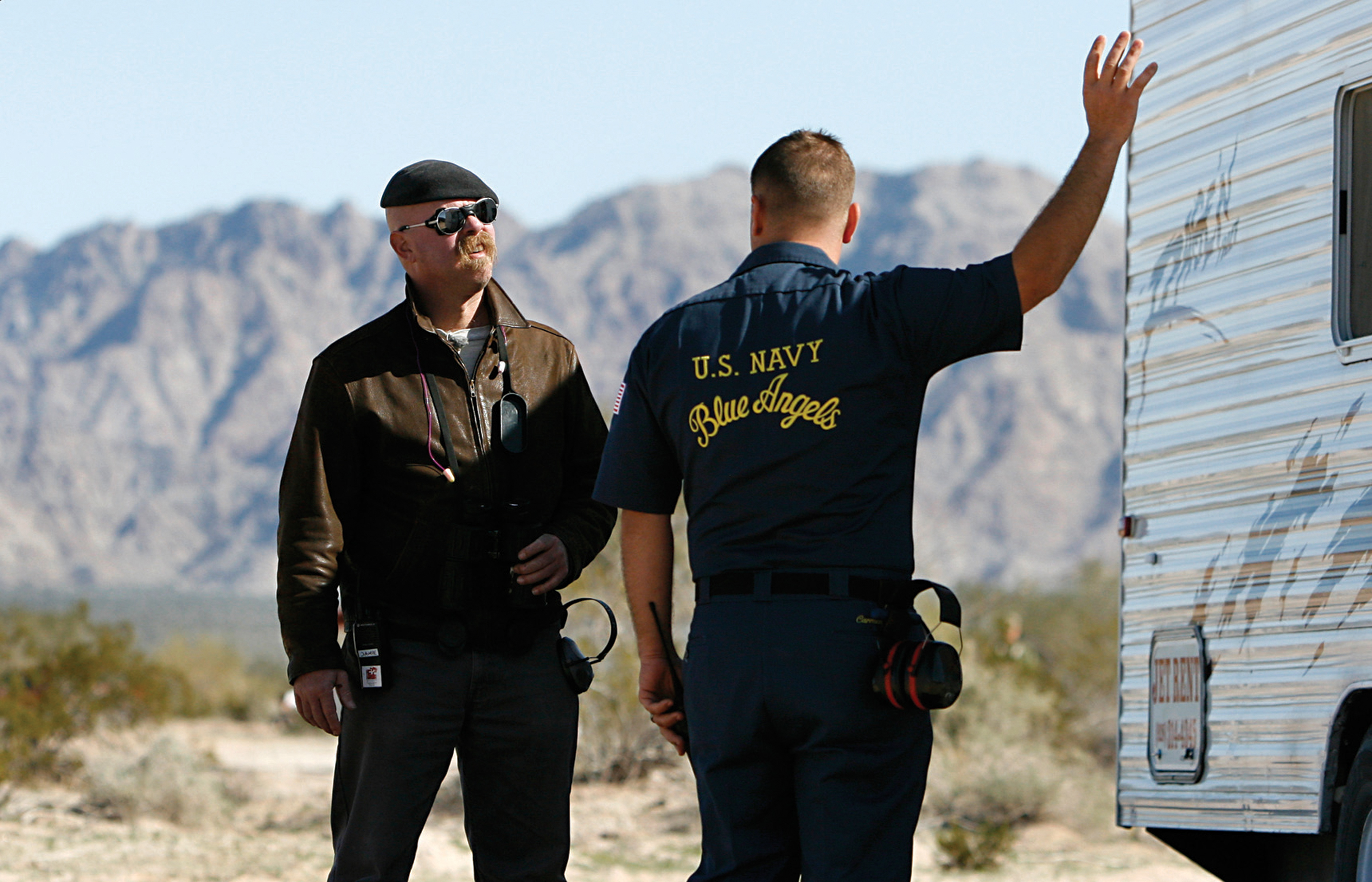
Hyneman e um membro do Blue Angels na Marine Corps Air Station Yuma durante os preparativos para o episódio Sonic Boom Sound-off em 2009

Hyneman já trabalhou como capitão de navio, mergulhador certificado, especialista em sobrevivência na selva, linguista, dono de loja de animais aos 15, lanceiro, maquinista, inspetor de concreto e Chef. Seu trabalho mais notável foi como co-apresentador dos MythBusters (2003-2016).

### Trabalho com efeitos especiais
Muito da experiência que Hyneman usou em MythBusters veio de seu tempo em profissões de efeitos visuais e práticos onde foi técnico de animatrônica para filmes como Naked Lunch, Flubber e os filmes dois e três da trilogia Matrix.[carece de fontes?]
Hyneman é dono da empresa de efeitos especiais M5 Industries em São Francisco. Algumas de suas realizações em comerciais incluem a máquina que dispara refrigerantes visto nos comerciais da 7 Up e seu tênis de futebol de quatro rodas patenteado visto em comerciais da Nike Lab.

### Outras aparições
Hyneman e Savage interpretam dois vendedores de equipamentos do exército em The Darwin Awards, aparecendo na história do carro foguete, que foi parcialmente recriada no piloto de MythBusters e retestada mais duas vezes.

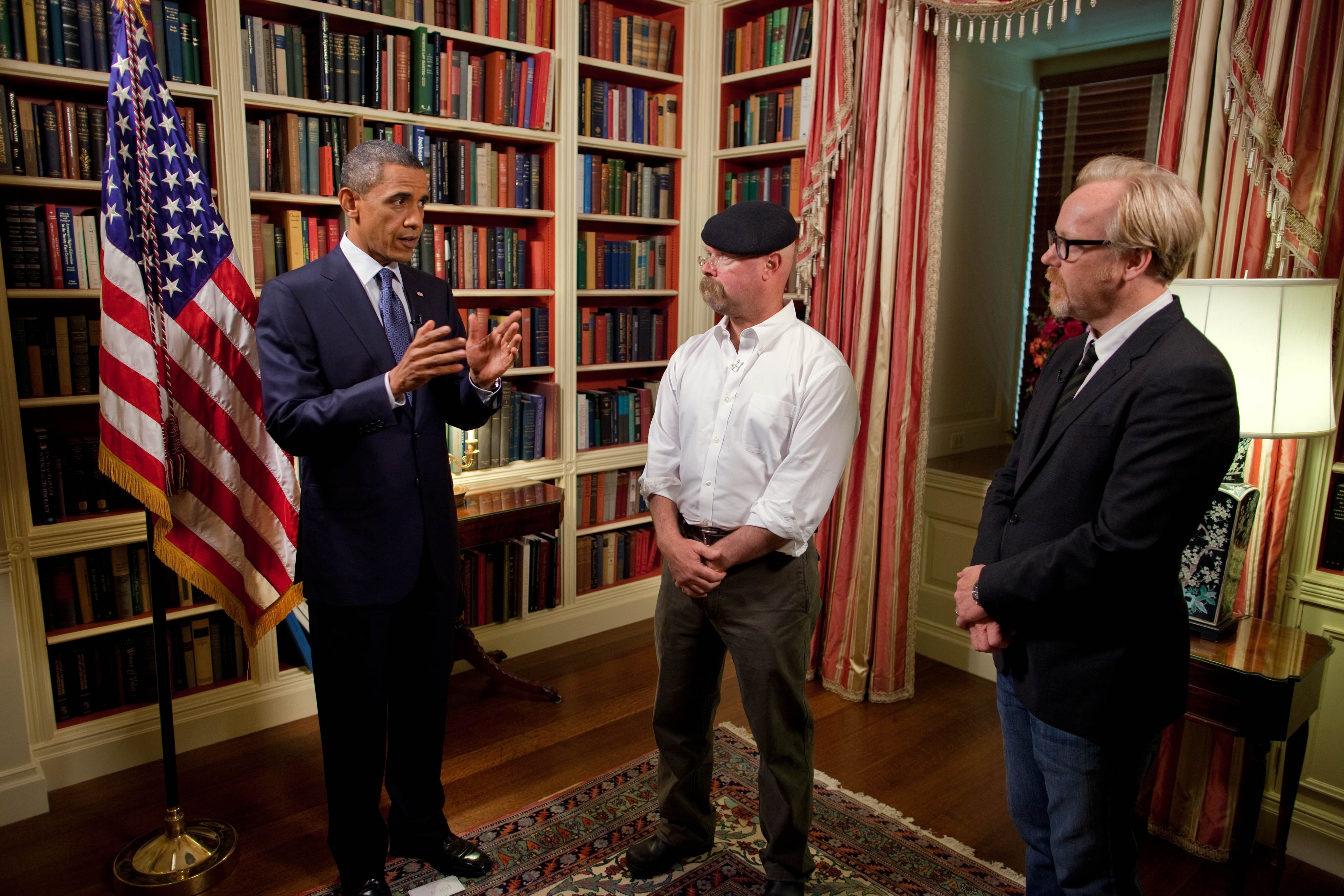
Presidente Barack Obama se encontra com Hyneman e Adam Savage na Biblioteca da Casa Branca no dia 27 de julho de 2010

Hyneman fez um cameo junto de Savage no episódio "The Theory of Everthing" do CSI: Crime Scene Investigation.
Ele e Savage foram juízes no game show Unchained Reaction, lançado em março de 2012. Eles também fizeram personagens no episódio "The Daughter Also Rises" dos Simpsons, como uma auto-paródia, os "MythCrackers", o que leva Bart e Milhouse fazerem experimentos parecidos. Tanto Hyneman e Savage fizeram as vozes de stormtroopers no especial Star Wars de Phineas and Ferb.

## Vida pessoal
Em 1984 Hyneman conheceu a professora de ciências Eileen Walsh, quando ele era dono de um negócio de aluguel de veleiros para mergulho na Virgin Islands. Hyneman e Walsh se casaram em 1989. Hyneman é um cético e ateu.